# Francis Scott Fitzgerald
Francis Scott Key Fitzgerald med forfatternavnet F. Scott Fitzgerald (født 24. september 1896 i St. Paul, Minnesota, USA, død 21. december 1940 i Hollywood) var en amerikansk forfatter.
I 1920'erne var han med romaner som Den store Gatsby og sine noveller til forskellige tidsskrifter en af USA's mest succesrige forfattere; men da bunden i 1929 gik ud af den oppustede amerikanske økonomi, forsvandt en del af det økonomiske grundlag for hans succes. Hans alkoholisme og forskellige problemer i hans ægteskab besørgede resten.
Scott Fitzgerald fortsatte dog med at skrive, og de bedste af historierne fra de sidste år holder fint niveau med dem, han skrev i 20'erne.
Han var gift med Zelda Fitzgerald, hans livs store kærlighed og plageånd. Flere af hans romaner er baseret på deres forhold, der både virkede som inspiration, men samtidig også hæmmende.

## Romaner
- This Side of Paradise (1920)
- The Beautiful and Damned (1922)
- The Great Gatsby (Den store Gatsby, 1925)
- Tender Is the Night (1934)
- The Last Tycoon (Den Sidste Mogul, 1941)